# 內政部移民署新竹收容所
內政部移民署新竹收容所，簡稱新竹收容所，俗稱新竹靖廬，是一間位於台灣新竹市北區崧嶺路已裁撤的非法外國人收容中心，隸屬於內政部移民署，早期稱為大陸地區人民新竹處理中心，隸屬警政署，以收容中國大陸籍偷渡客而聞名，該機構現已廢除，原址為日治時期建立的新竹神社。

## 歷史
新竹靖廬所在地原為新竹神社，1917年日本人在新竹崧嶺路山腰興建新竹神社，紀念日本皇族北白川宮能久親王。1945年，在二次大戰結束時，國民政府接收此處。1957年交由臺灣警備總司令部新竹分區部管理。
在臺灣省戒嚴令解除之後，出現許多非法入境的大陸地區偷渡人民，遭到警察逮捕。1991年，為了處理收容問題，警政署入出境管理局接收此地，成立「大陸地區與港澳地區人民處理中心」，俗稱新竹靖廬，專門收容遭逮捕、預備遣返的大陸籍偷渡人士。這是一個非正式單位，屬臨編的單位，工作人員來自各情治機關，以內政部警政署保安警察第一總隊成員居多；內設四個業務組，承辦收容、遣送、清查、警衛等業務。俗稱「靖廬」的大陸地區人民處理中心經常爆滿，最多時的1993年緝捕到5944人。新竹「靖廬」最多時同時收容逾1200名偷渡客，有抓不怕者連續偷渡5次，義無反顧就是要前赴台灣。資深刑警回憶，早年大陸偷渡客男的來打工、女的來賣淫，臺北市政府警察局查獲陸女賣淫後，因靖廬常爆滿沒法送入，只好先安置在警察局拘留所，其中萬華分局轄內有數百家阿公店，拘留所人滿為患，最高曾收容近40人，連睡覺都無法翻身；中山分局拘留所甚至曾因收容人數爆滿，發生鬧房事件。
2001年6月，新竹市政府正式公告，新竹處理中心內之神社遺跡建築列為市定古蹟。
2007年1月2日，內政部入出國及移民署成立，新竹靖廬轉由移民署負責，改稱新竹收容所。收容對象不限於非法入境之大陸地區人士，擴及其他國籍。目前其中以印尼、越南、泰國、菲律賓等國為最多，大陸地區偷渡人民已減少到只剩個位數。
內政部移民署高雄收容所完成後，新竹收容所業務遷移至高雄收容所，只留下新竹市專勤隊。

## 相關資訊
地址：新竹市北區崧嶺路122號
電話:03-5231035